# Alluy
Alluy és un municipi francès, situat al departament del Nièvre i a la regió de Borgonya - Franc Comtat. L'any 2007 tenia 427 habitants.

## Demografia

### Població
El 2007 la població de fet d'Alluy era de 427 persones. Hi havia 181 famílies, de les quals 56 eren unipersonals (20 homes vivint sols i 36 dones vivint soles), 65 parelles sense fills, 44 parelles amb fills i 16 famílies monoparentals amb fills.
La població ha evolucionat segons el següent gràfic:
Habitants censats

### Habitatges
El 2007 hi havia 320 habitatges, 195 eren l'habitatge principal de la família, 100 eren segones residències i 25 estaven desocupats. 312 eren cases i 5 eren apartaments. Dels 195 habitatges principals, 155 estaven ocupats pels seus propietaris, 33 estaven llogats i ocupats pels llogaters i 6 estaven cedits a títol gratuït; 1 tenia una cambra, 13 en tenien dues, 47 en tenien tres, 61 en tenien quatre i 73 en tenien cinc o més. 140 habitatges disposaven pel capbaix d'una plaça de pàrquing. A 116 habitatges hi havia un automòbil i a 61 n'hi havia dos o més.

### Piràmide de població
La piràmide de població per edats i sexe el 2009 era:
| Homes | Edats   | Dones |
| ----- | ------- | ----- |
| 0     | 95 o +  | 4     |
| 0     | 90 a 94 | 0     |
| 0     | 85 a 89 | 4     |
| 4     | 80 a 84 | 8     |
| 12    | 75 a 79 | 16    |
| 12    | 70 a 74 | 12    |
| 12    | 65 a 69 | 28    |
| 16    | 60 a 64 | 12    |
| 8     | 55 a 59 | 12    |
| 24    | 50 a 54 | 8     |
| 12    | 45 a 49 | 8     |
| 16    | 40 a 44 | 8     |
| 4     | 35 a 39 | 12    |
| 20    | 30 a 34 | 12    |
| 12    | 25 a 29 | 8     |
| 4     | 20 a 24 | 8     |
| 8     | 15 a 19 | 16    |
| 20    | 10 a 14 | 8     |
| 8     | 5 a 9   | 4     |
| 12    | 0 a 4   | 8     |

## Economia
El 2007 la població en edat de treballar era de 243 persones, 169 eren actives i 74 eren inactives. De les 169 persones actives 148 estaven ocupades (83 homes i 65 dones) i 21 estaven aturades (10 homes i 11 dones). De les 74 persones inactives 35 estaven jubilades, 10 estaven estudiant i 29 estaven classificades com a «altres inactius».

### Ingressos
El 2009 a Alluy hi havia 191 unitats fiscals que integraven 409 persones, la mediana anual d'ingressos fiscals per persona era de 14.686 €.

### Activitats econòmiques
Dels 20 establiments que hi havia el 2007, 1 era d'una empresa alimentària, 1 d'una empresa de fabricació de material elèctric, 3 d'empreses de construcció, 2 d'empreses de comerç i reparació d'automòbils, 2 d'empreses de transport, 2 d'empreses d'hostatgeria i restauració, 1 d'una empresa financera, 2 d'empreses immobiliàries, 3 d'empreses de serveis, 2 d'entitats de l'administració pública i 1 d'una empresa classificada com a «altres activitats de serveis».
Dels 7 establiments de servei als particulars que hi havia el 2009, 1 era un taller d'inspecció tècnica de vehicles, 1 paleta, 1 fusteria, 1 lampisteria, 2 veterinaris i 1 restaurant.
Dels 2 establiments comercials que hi havia el 2009, 1 era una botiga de menys de 120 m² i 1 una botiga de material de revestiment de parets i terra.
L'any 2000 a Alluy hi havia 20 explotacions agrícoles que ocupaven un total de 1.496 hectàrees.

## Equipaments sanitaris i escolars
El 2009 hi havia una escola maternal integrada dins d'un grup escolar amb les comunes properes formant una escola dispersa.

## Poblacions més properes
El següent diagrama mostra les poblacions més properes.